# Kıtalar Arası Derbi
A Kıtalar Arası Derbi (magyarul Interkontinentális Derbi) a Fenerbahçe SK és a Galatasaray SK klubok közti meccsek neve a török futballban. Ez a két klub nyert legtöbbször bajnokságot (Süper Lig) Törökországban. Mindkét csapat isztambuli. A két rivális csapat összecsapásainak már több, mint egy évszázados hagyománya van. Gyakran játszanak forró hangulatú mérkőzéseket. A derbi általában nagy közönséget vonz.

## Története
A két csapat először 1909. január 17-én mérkőzött meg egymással. A meccs - amelyet a Papazın Çayırıban, a mai Şükrü Saracoğlu Stadion helyén játszottak - a Galatasaray 2-0-s győzelmével zárult. A Fener először 1914. január 4-én győzött a Gala ellen: az Isztambuli Futball Liga negyedik játékhetében arattak 4-2-est diadalt.
A két csapat 2003. szeptember 21-én rekord 71 334 néző előtt mérkőzött meg a Süper Ligben, ez eredmény 2-2 volt.
A két csapat összecsapásai során a ligában a Fener aratta a legnagyobb, 6-0-s győzelmet, 2002. november 6-án. A legnagyobb győzelem azonban a Galáé volt: 1911. február 12-én csak hét játékos maradt a pályán, amikor véget ért a két csapat meccse, 7-0-s Galatasaray győzelemmel.

## Trófeák
| Verseny         | Fenerbahçe SK | Galatasaray SK |
| --------------- | ------------- | -------------- |
| Süper Lig       | 19            | 22             |
| Török Kupa      | 6             | 18             |
| TFF Süper Kupa  | 9             | 16             |
| Európa-liga     | 0             | 1              |
| UEFA-szuperkupa | 0             | 1              |
| Összesen        | 34            | 58             |

## Statisztikák

### Fej fej mellett
| Klub           | M   | Gy  | D  | V   | RG  | KG  | +/- |
| -------------- | --- | --- | -- | --- | --- | --- | --- |
| Fenerbahçe SK  | 368 | 102 | 82 | 184 | 487 | 522 | -35 |
| Galatasaray SK | 368 | 184 | 82 | 102 | 522 | 487 | +35 |

Utolsó frissítés: 2011. március 19-én

### Legnagyobb győzelmek
| Hazai csapat   | Eredmény | Vendégcsapat   | Dátum               |
| -------------- | -------- | -------------- | ------------------- |
| Fenerbahçe SK  | 0–7      | Galatasaray SK | 1911. február 12.   |
| Galatasaray SK | 6–0      | Fenerbahçe SK  | 1913. május 4.      |
| Fenerbahçe SK  | 6–0      | Galatasaray SK | 2002. november 6.   |
| Galatasaray SK | 6–1      | Fenerbahçe SK  | 1914. október 20.   |
| Fenerbahçe SK  | 6–1      | Galatasaray SK | 1936. február 23.   |
| Fenerbahçe SK  | 6–1      | Galatasaray SK | 1976. december 12.  |
| Galatasaray SK | 5–0      | Fenerbahçe SK  | 1942. március 15.   |
| Galatasaray SK | 5–0      | Fenerbahçe SK  | 1960. december 18.  |
| Fenerbahçe SK  | 5–0      | Galatasaray SK | 1980. augusztus 16. |

### Leghosszabb győzelmi sorozatok
| Meccsek száma | Klub           | Időszak                                  |
| ------------- | -------------- | ---------------------------------------- |
| 7             | Galatasaray SK | 1909. január 17.–1913. október 26.       |
| 6             | Galatasaray SK | 1941. június 1.–1942. május 17.          |
| 5             | Fenerbahçe SK  | 1922. június 30.–1923. november 2.       |
| 5             | Fenerbahçe SK  | 1976. augusztus 16.ndash;1977. január 9. |

### Egymás elleni góllövőlista
| Játékos                | Gól | Klub           |
| ---------------------- | --- | -------------- |
| Zeki Rıza Sporel       | 27  | Fenerbahçe SK  |
| Alaaddin Baydar        | 24  | Fenerbahçe SK  |
| Lefter Küçükandonyadis | 20  | Fenerbahçe SK  |
| Metin Oktay            | 19  | Galatasaray SK |
| Hakan Şükür            | 16  | Galatasaray SK |
| Naci Bastoncu          | 15  | Fenerbahçe SK  |
| Tanju Çolak            | 14  | Galatasaray SK |
| Cemill Turan           | 14  | Fenerbahçe SK  |
| Osman Arpacıoğlu       | 12  | Fenerbahçe SK  |
| Cemil Gürgen           | 12  | Galatasaray SK |
| Aykut Kocaman          | 12  | Fenerbahçe SK  |
| Emin Bülent Serdaroğlu | 12  | Galatasaray SK |
| Gökmen Özdenak         | 10  | Galatasaray SK |